# Módulo vitruviano

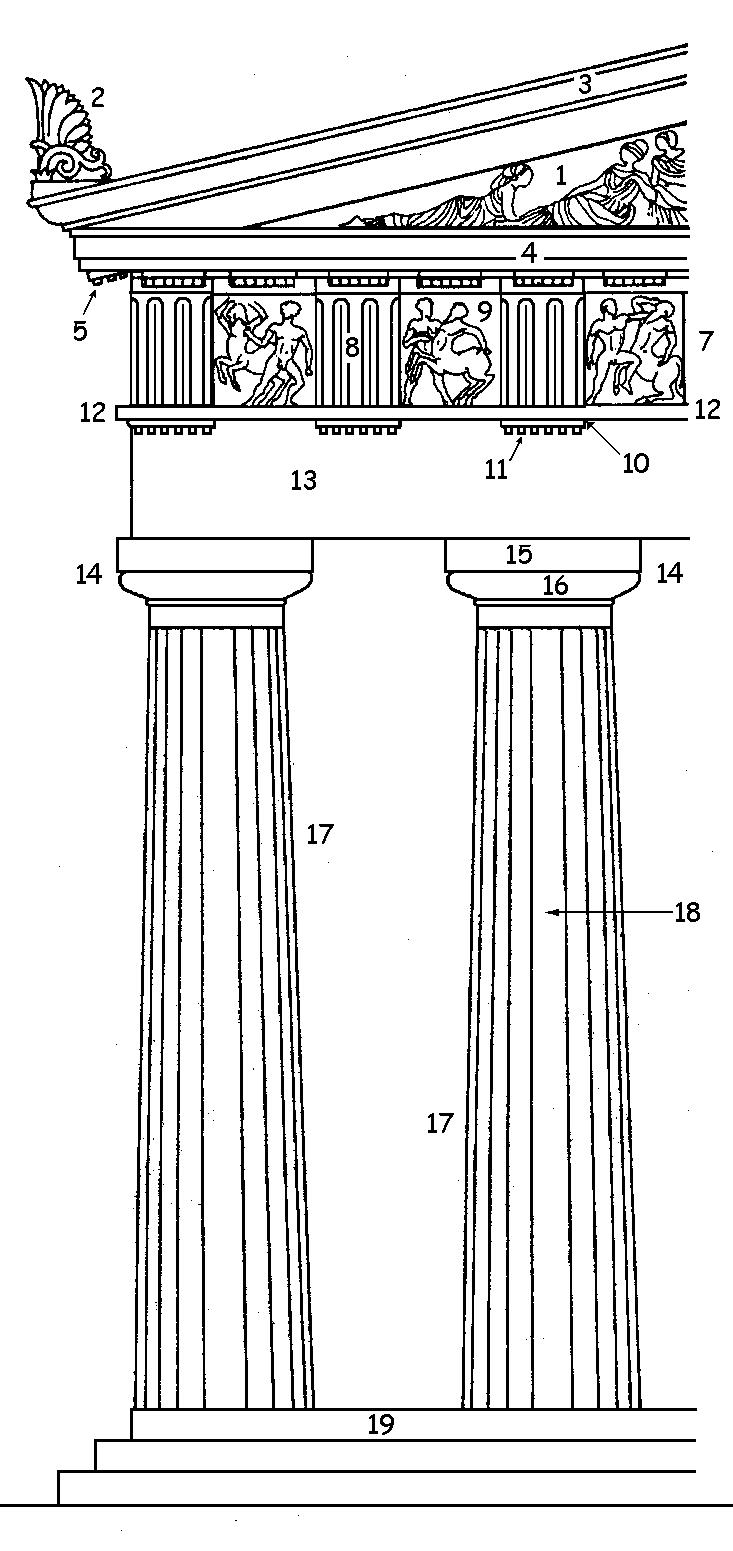
Módulo (según Vitruvio) es la proporción relativa de la partes de los órdenes clásicos.

Se llama módulo, palabra proveniente del Latín modulus (medida), a la unidad de medida que relaciona las diversas partes de una construcción arquitectónica. 
En la arquitectura clásica el módulo es el radio del fuste de las columnas fundamentales tomado en la parte inferior o cerca de la base. Así cuando se dice que una columna tiene catorce módulos se quiere expresar que su altura es catorce veces mayor que el radio. En la arquitectura ojival el módulo era más complicado: consistía en un octógono y antes, en la arquitectura románica, en un hexágono dentro del cual se inscribían un triángulo y otras figuras geométricas. De sus lados se derivaban todas las medidas proporcionales de los miembros del edificio por medio de un procedimiento complejo.

## Vitruvio
El término módulo fue establecido primeramente por Vitruvio  y fue empleado por los arquitectos del Renacimiento italiano para determinar las proporciones relativas de las distintas partes de los órdenes clásicos. Los teóricos del siglo XVI dividían el módulo en treinta partes, llamados minutos, lo que permitía una precisión mucho mayor de lo que Vitruvio consideraba necesario, cuya subdivisión era usualmente de seis partes.